# ニビル (仮説上の惑星)
ニビル（英語: Nibiru）とは、ゼカリア・シッチンによる著書「The 12th Planet （第12番惑星）」や終末論やドゥームズデー・カルトに登場する太陽系に存在するとされた空想上の惑星、あるいは惑星質量天体である。

## 惑星X仮説との混同
1982年、ワシントンD.C.にあるアメリカ海軍天文台でロバート・ハリントンが木星、海王星、冥王星の軌道に摂動と誤差が生じていることを発見した。この摂動は冥王星の外側にある惑星クラスの質量を持つ天体によるものだと考えられ、ロバートはこの仮説上の天体を「惑星X」と命名した。

ロバートが惑星Xの証拠を発見したと主張した直後、NASAもパイオニア10号とパイオニア11号の調査により、天王星と海王星の軌道に歪みが生じていることを確認しているが、これらの探査機が外惑星の近くを通過した際に惑星から受けた重力による加速度の値からこれらの惑星の質量が高精度で求まった。これによって、地上観測に基づく計算から得られていた外惑星の質量は最大約1%小さかったことが明らかになり、修正された質量に基づいて外惑星の軌道を決定することで矛盾は解消した。これらの宇宙探査機の軌道からは太陽系内にある未発見の大きな惑星の重力を考えなくてはならないような誤差は検出されなかった。多くの天文学者はこの事実から、惑星X仮説は役割を終えたと考えた。もっとも、天体の質量が小さい場合にはこの手法では検出できず、外惑星の軌道にも目に見えるような影響を与えないので、地球と同程度の質量を持つ天体が冥王星外に存在する可能性は依然として排除されていない。しかし、これらの状況はニビルとは一切関係がなく、ニビルの設定上の大きさや質量、軌道などと大きく矛盾し、むしろニビルの存在を否定している。
惑星Xがニビルと混同されるのは、作家のゼカリア・シッチンが1976年よりシュメール文明、古代宇宙飛行士説に関する著書、「The 12th Planet （第12番惑星）」と関連する7つの著書を発表したことによる。著書によるとニビルの名称の由来はシュメール文明の粘土板に描かれたとされる11個の惑星のうち1つが「ニビル」と呼ばれていたという。ゼカリアによるとニビルとはシュメール語で「交差する」を意味するというが、シュメール語における「ニビル」という単語は川の分岐点や船着き場を意味するもので、ゼカリアの翻訳は誤りである。
この著書は世界で25の言語に翻訳、各国で出版され商業的成功を収めた。著書の内容は極めて根拠の薄いものであったが、多くの人の目に触れたために影響力を持つに至った。科学者・歴史家・考古学者は、ゼカリアの著書について古代文献の解釈や物理学に関する理解に問題があると批判している。著書の中でゼカリアはシュメールの研究者を自称しているが、実際には考古学者や天文学者ではなくジャーナリスト・編集者であり、「The 12th Planet （第12番惑星）」以前にシュメール文明や天文に関する研究を行った事はない。

惑星X仮説とゼカリアの作品に登場するニビルとは一切の関係がなく設定上の物理的・天文的性質も矛盾するが、終末論やドゥームズデー・カルトでは混同される事が多いため注意が必要である。

## 設定上の特徴
ゼカリアの著書によると、ニビルは地球の4-5倍の大きさと20-25倍の質量、約100倍の密度を持ち、現在、知られている太陽系の惑星から大きく傾いた楕円軌道を約3,600年で公転していると設定されている。彗星に非常に似た軌道を持ち、軌道長半径は約235 AUで、近日点は小惑星帯付近にあるが、遠日点は太陽からはるか遠くに位置しているとされている。仮にニビルが実在し、設定のとおりの質量を持っているとしたらこれまでの観測で発見される可能性は十分にあるはずである。自由浮遊惑星と同じように赤外線などでしか観測できない可能性を考慮しても、2009年に打ち上げられた赤外線観測衛星、広域赤外線探査衛星 (WISE) の観測によると、太陽から26,000 AU以内に木星以外に木星質量以上の天体がないことを確認しており、10,000 AU以内には土星質量（地球の95倍）以上の天体も発見されなかった。これらの観測データはニビルまたはニビルに類似する天体が現実には存在しないことを示している。なお、ゼカリアの著書にはニビルの質量、密度、軌道などの根拠となる科学的データは一切示されておらず、初歩的な天体の摂動論とすら矛盾する。
終末論やドゥームズデー・カルトでは、ゼカリアの設定に、ニビルの地球接近時に人類や地球を滅亡させるといった設定が加えられる。比較的近い将来にニビルが地球に接近するといった人々の恐怖を煽る形式の物語や、陰謀論などと絡めて物語が創作されることが多い。実際に巨大な惑星が地球に接近すれば、様々な天文学的な事象が観測されるはずであるが、そういった事象は観測されていない。これらの終末論に対し、NASAは「言われているような話の根拠となる事実はない」、「その惑星があるならば、とっくの昔に発見されている」とニビルの存在については人類滅亡説を金儲けに利用する為に考えられた嘘だと全面的に否定している。

## ゼカリアのシュメール文明への言及
ゼカリアの著書によると、シュメールの古文書には「ニビルにアヌンナキという生命体が存在しており、3,600年周期で地球に近づく度に文明を進歩させて痕跡を残した」、「地球人はアヌンナキによって創造された」、「アヌンナキは地球に飛来し、人類に天文学に関する知識を与えた」、「ニビルは自身の衛星を、現在の小惑星帯の位置にあったという設定の空想上の惑星、ティアマトに衝突させ、その破片から地球、小惑星帯そして彗星を形成した」と書かれているという。
シュメール文明の遺物を研究した他の多くの考古学者らの中で、ゼカリアと同様または類似する研究結果を発表した学者はいない。むしろ、ゼカリアの翻訳自体が自説に都合の良い改変や誤謬を多数含んだものであり、シュメール関連の学術団体や考古学者、天文学者からは学術的根拠がないと批判されている。仮にニビルとティアマトが存在し、ニビルの衛星とティアマトの衝突が発生したとしても、それにより地球や小惑星帯が形成されるというのは天文物理学的に荒唐無稽な話であり、その根拠となる理論は一切存在しない。
また、太陽光の恩恵が少なく（軌道の99％以上が冥王星の外側）超低温、高重力の上、楕円軌道のため公転位置による地表の環境変化も激しいと考えられるニビルの過酷な環境において、生命体が存在し、かつ人類を遥かに上回る高度な知的生命体まで進化するのも極めて不自然である。

## 終末論やカルトとの関係
終末論やドゥームズデー・カルトにおいては、地球接近時に人類を滅亡させるなどの設定で度々登場する。
日本では2003年に宗教団体であるパナウェーブ研究所が「ニビルが落ちてきて天変地異が起こる」などとワイドショー等で主張し福井県に向かって大移動を行い注目された。
2012年にドゥームズデー・カルトを扱うWEBサイト上においてNASAの赤外線観測衛星、IRASの観測でオリオン座の方向に巨大な天体を発見したとワシントン・ポスト誌が報じたとの記事が出たが、IRASは1983年に運用を終了しており、ワシントン・ポスト誌もそのような記事を掲載した事実はない。

## 実在可能性
2016年には天文学者のコンスタンティン・バティギンとマイケル・ブラウンが、プラネット・ナインが存在するという間接的な証拠を発表した。。この発表はニビルの存在可能性を示すものではなく、ニビルとは一切の関連性がない。なお、プラネット・ナインの想定される特徴はニビルとは全く異なる物であり、公転は1万年から2万年の周期で近日点でも海王星の約7倍遠い約200 auと見積もられており、地球に接近することはない。
火星サイズの物体であれば300 AU（海王星の距離の10倍）以上の距離で発見されない可能性があり、木星サイズの物体であれば30,000AUの距離で発見されない可能性がある。しかし、それほど遠方に存在する天体が、終末論で語られるように数年内に地球に衝突または接近するとすれば、その天体は銀河の脱出速度を超えるような超高速ということになり、太陽の周回はできず、太陽系外に射出され遥か銀河系外に飛び去っているはずである。また、より地球に近い位置に存在し、陰謀論の言うようにニビルの存在が隠蔽されているとしても、強力な重力の影響により他の惑星の軌道が不安定になるため、それらの影響が容易に観測できるはずであり、「ある日突然ニビルが接近」ということはあり得ない。また、準惑星である冥王星（明るさは14等級以下で目視不可、質量は地球の月の0.2倍以下）は、家庭用の天体望遠鏡でも観測可能なため、仮に冥王星を超えるサイズの惑星がエッジワース・カイパーベルト近傍に存在するのであれば、簡単に観測できるはずである。

## その他
- 2012年8月23日放送の奇跡体験!アンビリバボーにてニビルについて特集された[11]。放送の中で「惑星ニビルが地球に接近」「NASAがニビルの存在を認めた」「人類滅亡カウントダウン」などの誤解を招く内容が放映されたがそういった事実はなく、NASAはニビルの存在を明確に否定している。
- 2002年に出現した新星、いっかくじゅう座V838星にもニビルという愛称がつけられている。
- ニビル星についてバラエティ番組で最初に取り上げたのは、特命リサーチ200Xである。